# Шталаг Люфт III

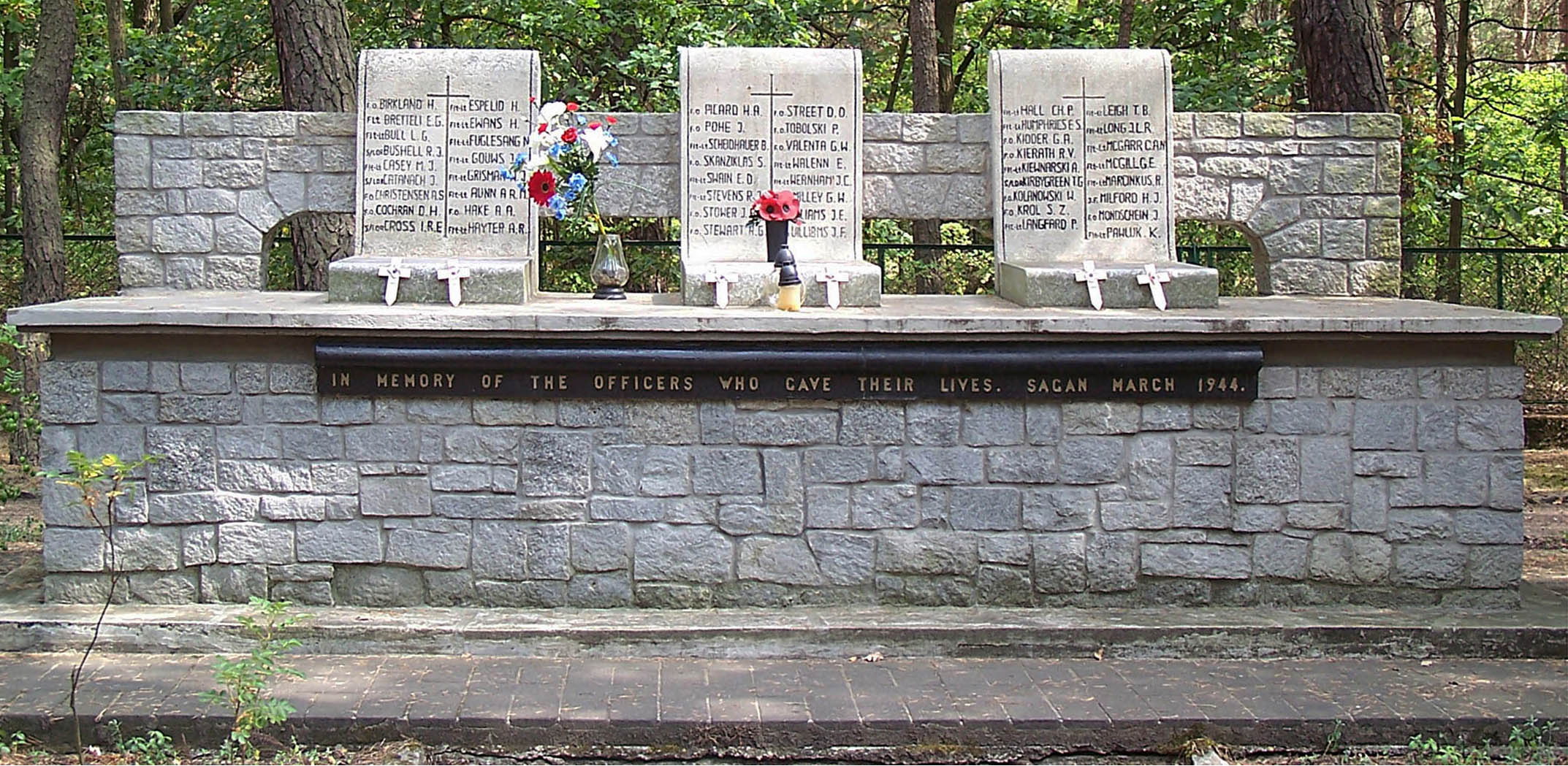
Мемориал пятидесяти погибшим в результате Великого побега

Шталаг Люфт III (нем. Stammlager Luft III; буквально «Главный лагерь, воздушной силы III»; SL III) — лагерь военнопленных, управляемый Люфтваффе, во время Второй мировой войны, в котором содержались захваченные военнослужащие ВВС западных союзников.

## История
Лагерь был основан в марте 1942 года в немецкой провинции Нижняя Силезия недалеко от города Заган (ныне Жагань, Польша), в 160 километрах (100 миль) к юго-востоку от Берлина. Место было выбрано потому, что из-за песчаного грунта военнопленным было трудно сбежать туннелем. Лагерь был освобождён советскими войсками в январе 1945 года.

## Массовые побеги

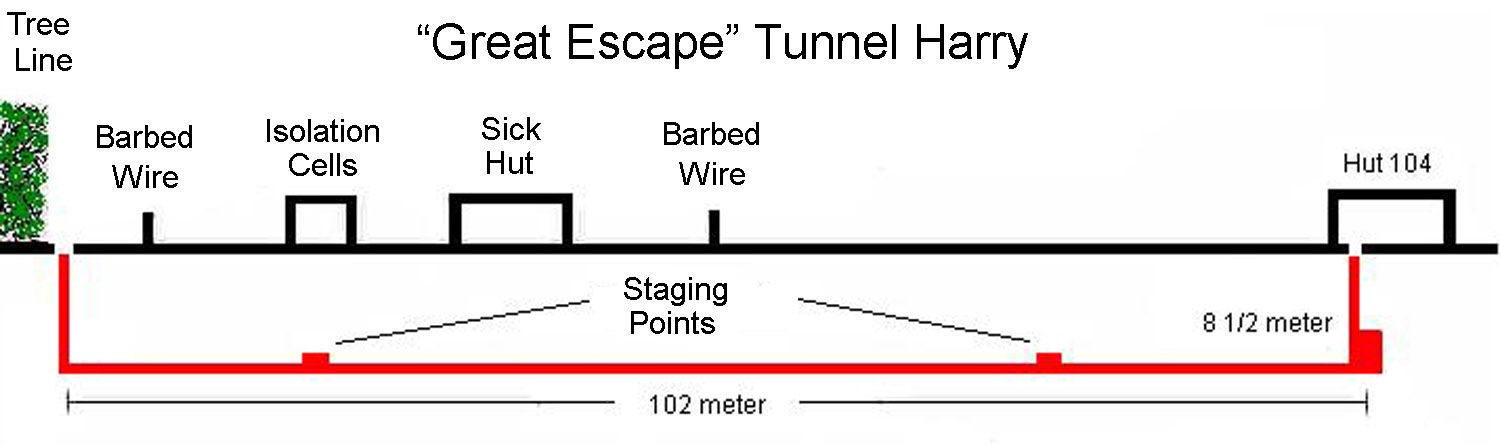
Схема туннеля Великого побега

Наиболее известен благодаря двум побегам со стороны союзных военнопленных, один из которых в 1943 году стал основой для художественного фильма «Деревянная лошадь» (1950) по книге беглеца Эрика Уильямса. Второй побег, так называемый «Великий побег», состоялся в марте 1944 года по инициативе командира эскадрильи королевских ВВС Роджера Бушелла и был санкционирован находившимся в лагере старшим британским офицером Гербертом Мэсси. Сильно выдуманная версия побега была изображена в фильме «Большой побег» (1963), основанном на книге бывшего заключенного Пола Брикхилла.